# Burg Güsten

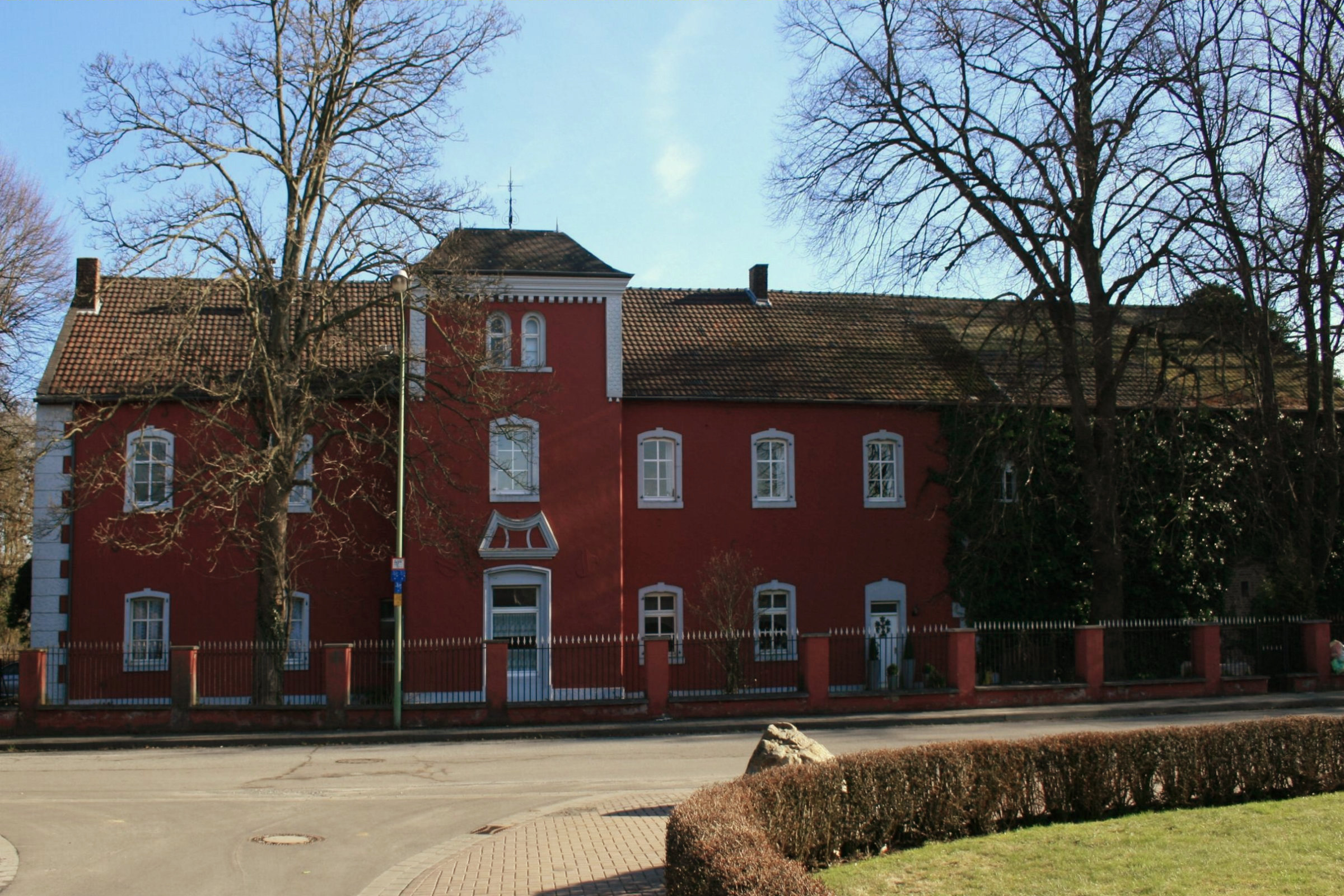
Schauseite der Burg Güsten

Die sogenannte Burg Güsten steht in Güsten, einem Stadtteil von Jülich im Kreis Düren, Nordrhein-Westfalen. Obwohl der Name der Anlage darauf schließen lässt, dass es sich dabei um eine Burg handelt, ist die Güstener Burg lediglich ein ehemaliger Gutshof. Dass es sich bei diesem um einen Nachfolgebau der ab dem Mittelalter für Güsten belegten Harffenburg handelt, konnte bisher nicht nachgewiesen werden. Der Gebäudekomplex steht seit dem 11. April 1990 als Baudenkmal unter Denkmalschutz.

## Geschichte

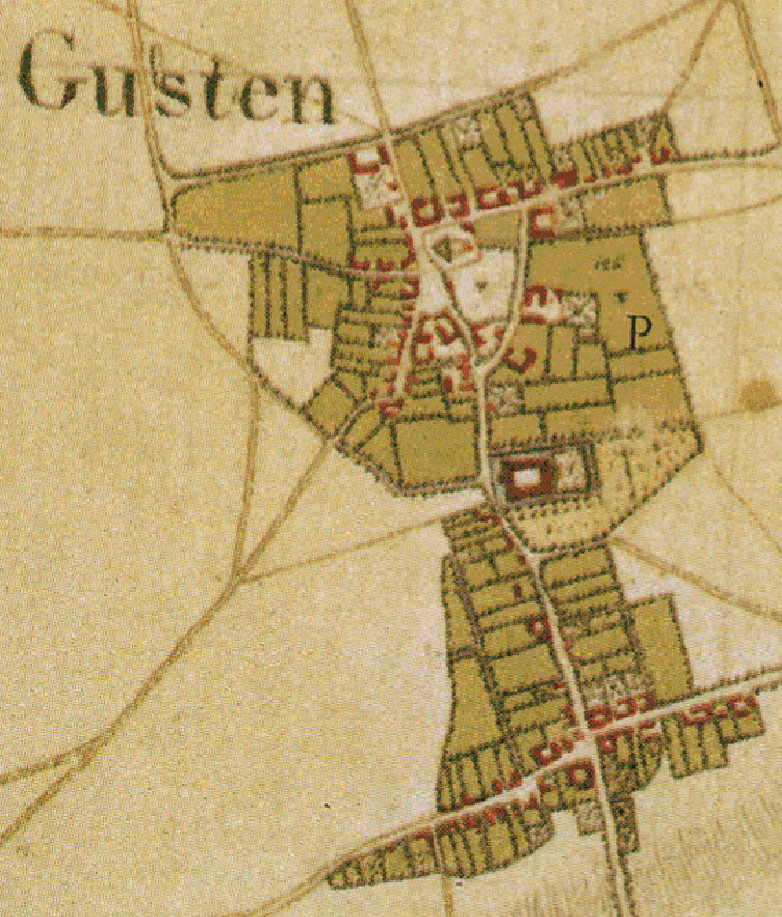
Güsten auf der Tranchotkarte; das vierflügelige Gut in der Mitte des Orts ist gut zu erkennen

Die Gründungsgeschichte der Güstener Burg ist bis dato nicht geklärt. Die heutige Anlage wurde in der zweiten Hälfte des 18. Jahrhunderts möglicherweise auf den Fundamenten der mittelalterlichen Harffenburg errichtet. Diese war seinerzeit Sitz der Vögte, die von der Abtei Prüm zur Verwaltung ihrer Güstener Besitzungen eingesetzt wurden. Es ist möglich, dass die Burg Güsten ein Nachfolgebau der Harffenburg ist, aber dies ist bisher nicht gesichert. Die Tranchotkarte vom Beginn des 19. Jahrhunderts zeigt die Burg Güsten als eine geschlossene Vierflügelanlage, die von einem mehrteiligen Grabensystem umgeben wird. Zu jener Zeit war sie im Besitz der Familie Coenen, von der sie 1846 an die Familie Bürsgens kam. Deren letztes Mitglied vererbte den Besitz bei seinem Tod im Jahr 1956 an seinen Neffen, der die Anlage um 1980 an Rheinbraun verkaufte. 1996 erwarb das Ehepaar Hoffarth die Gebäude, um sie anschließend als Reiterhof und Gestüt zu nutzen. Heute werden dort unter anderem rheinische Warmblutpferde und Dartmoor-Ponys gezüchtet.

## Beschreibung
Burg Güsten ist eine vierflügelige Anlage, deren Gebäudetrakte einen trapezförmigen, etwa 21,5 × 35 Meter messenden Innenhof umschließen. Zugang zu diesem gewährt ein korbbogiges Tor im Nordflügel des Gebäudekomplexes. Das Wohnhaus, auch Herrenhaus genannt, ist ein traufständiger Backsteinbau mit Satteldach und hellen Eckquaderungen aus Haustein, dessen zwei Geschosse sich an der Westseite der Anlage auf einem 30,5 × 11 Meter messenden Grundriss erheben. Seine im 19. Jahrhundert verputzte und heutzutage rot getünchte Schaufassade zur Johannesstraße ist durch Fenster in sechs Achsen unterteilt. Die Fenster besitzen helle Sohlbänke und Stürze aus Blaustein in Form von Segmentbögen mit einem abschließenden Keilstein. In der dritten Achse steht ein turmartig erhöhter Risalit mit drei Geschossen, die von einem schiefergedeckten Walmdach abgeschlossen werden. Es handelt sich dabei um einen ehemaligen Torturm, in dessen Erdgeschoss sich die einstige Zufahrt zum Innenhof befand. Diese wurde am Ende des 19. Jahrhunderts zugemauert und durch das heutige Fenster ersetzt. Relikt dieser Tordurchfahrt sind die rechts und links oberhalb des heutigen Fensters durch den Anstrich schwer zuerkennenden, schräg gestellten Familienwappen. Gleichzeitig erhielt der Risalit sein drittes Stockwerk, dessen Klötzchenfries am Traufgesims ein architektonisches Merkmal des ausgehenden Historismus ist. Die Ecken des Torturms sind durch Lisenen betont, auf deren Vorderseite kleine Ziegel im Verputz angedeutet sind.
Die drei übrigen Gebäudetrakte östlich des Wohnhauses stammen aus dem 18. sowie 19. Jahrhundert und sind mehrheitlich älter als das Herrenhaus. Während das Mauerwerk des Nord- und Südflügels im Erdgeschoss aus Backstein errichtet wurde, besitzen diese Trakte im Obergeschoss Fachwerkmauern. Sie wurden durch moderne An- und Ausbauten jüngeren Datums für die heutige Nutzung ergänzt.
Im Untergeschoss legen Kellerräume mit Tonnengewölbe nahe, dass es sich hierbei um ältere Bausubstanz als die in den oberirdisch vorhandenen Gebäude handelt. Dies ist jedoch nicht sicher und müsste erst durch noch nicht vorgenommene, umfängliche Bauuntersuchungen bestätigt werden.
Die einstigen Wassergräben der Anlage sind heute schon lange eingeebnet, können aber noch im Relief des Geländes ausgemacht werden.